# Palazzo Torlonia (Avezzano)
Palazzo Torlonia è uno storico edificio di Avezzano in Abruzzo, situato nella villa Torlonia, adiacente all'omonima piazza del centro urbano. Il palazzo originario, costruito nella seconda metà dell'Ottocento, andò quasi completamente distrutto con il sisma del 1915. Fatto ricostruire dai Torlonia e inaugurato nel 1925 l'edificio è di proprietà della Regione Abruzzo, mentre la gestione è del comune di Avezzano.

## Storia

Il palazzo in una foto precedente al terremoto del 1915

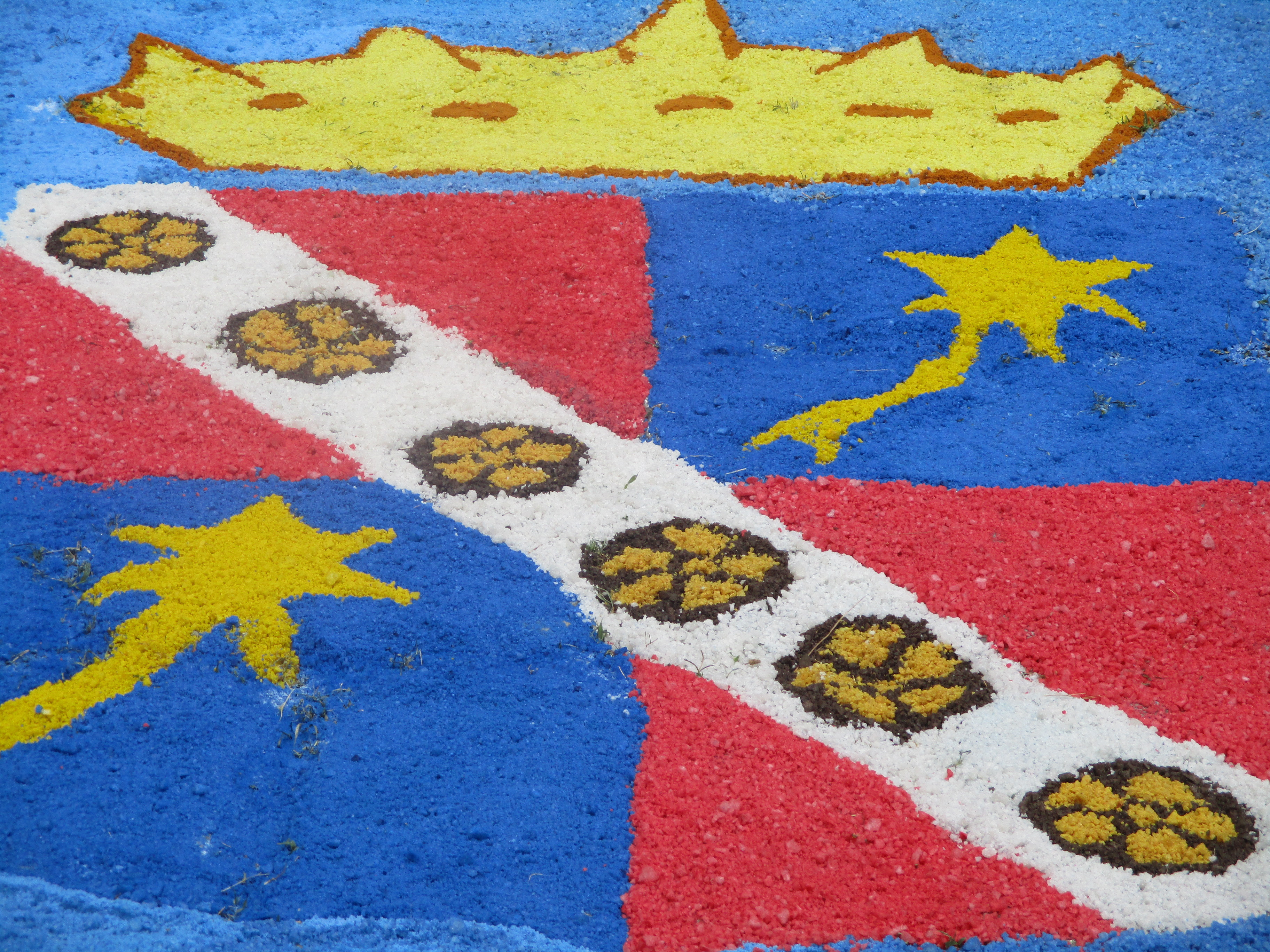
Stemma dei Torlonia realizzato con i cristalli di sale

Il palazzo Torlonia fu fatto edificare tra il 1870 e il 1875 dall'omonima famiglia su un lato di piazza Aia, successivamente ridenominata piazza Torlonia. Quasi completamente distrutto dal terremoto della Marsica del 1915 era strutturato su tre piani con torretta campanaria che disponeva di un orologio a scandire le ore della giornata. Ospitava uffici, foresteria e anche una cappella. Gli stemmi della famiglia Torlonia facevano mostra di sé da ogni finestra, mentre la balconata permetteva di affacciarsi sui giardini della villa comunale in cui i coniugi Anna Maria Torlonia e Giulio Borghese fecero edificare nel 1899 la fontana monumentale. 
Dell'edificio ottocentesco, affiancato nel settore della villa da un'altra palazzina, non rimangono che fotografie d'epoca. Il terremoto del 1915, infatti, lo rase quasi totalmente al suolo e gli interventi di recupero e di ricostruzione degli anni venti non tennero particolarmente conto del modello originario, tanto che fu eliminato un intero piano, al pari della torretta campanaria e dell'orologio. L'opera fu effettuata nel rispetto delle nuove norme antisismiche stabilite dal regio decreto n. 573 del 29 aprile 1915.
Il nuovo palazzo di due piani, ricostruito per volontà di Giovanni e Carlo Torlonia, venne inaugurato nel 1925.
In seguito alla riforma agraria varata nel 1950 e fino al 31 dicembre 2011 l'edificio ha ospitato gli uffici amministrativi e logistici dell'Ente Fucino che lo acquistò, unitamente a tutte le pertinenze, nel 1971. Successivamente l'ente fu denominato ERSA, infine ARSSA. 
Dal 2012 il contiguo palazzo moderno ospita alcuni uffici tecnici dell'ente Regione Abruzzo, mentre nel primo piano del palazzo storico si trova la sezione di Archivio di Stato di Avezzano.
Nel 2017 in un'ala del primo piano è stato riallestito il Centro Studi Marsicani "Ugo Maria Palanza" contenente i faldoni con i documenti storici relativi alle attività amministrative di tutti i comuni marsicani e di altre municipalità abruzzesi e una biblioteca.

## Descrizione

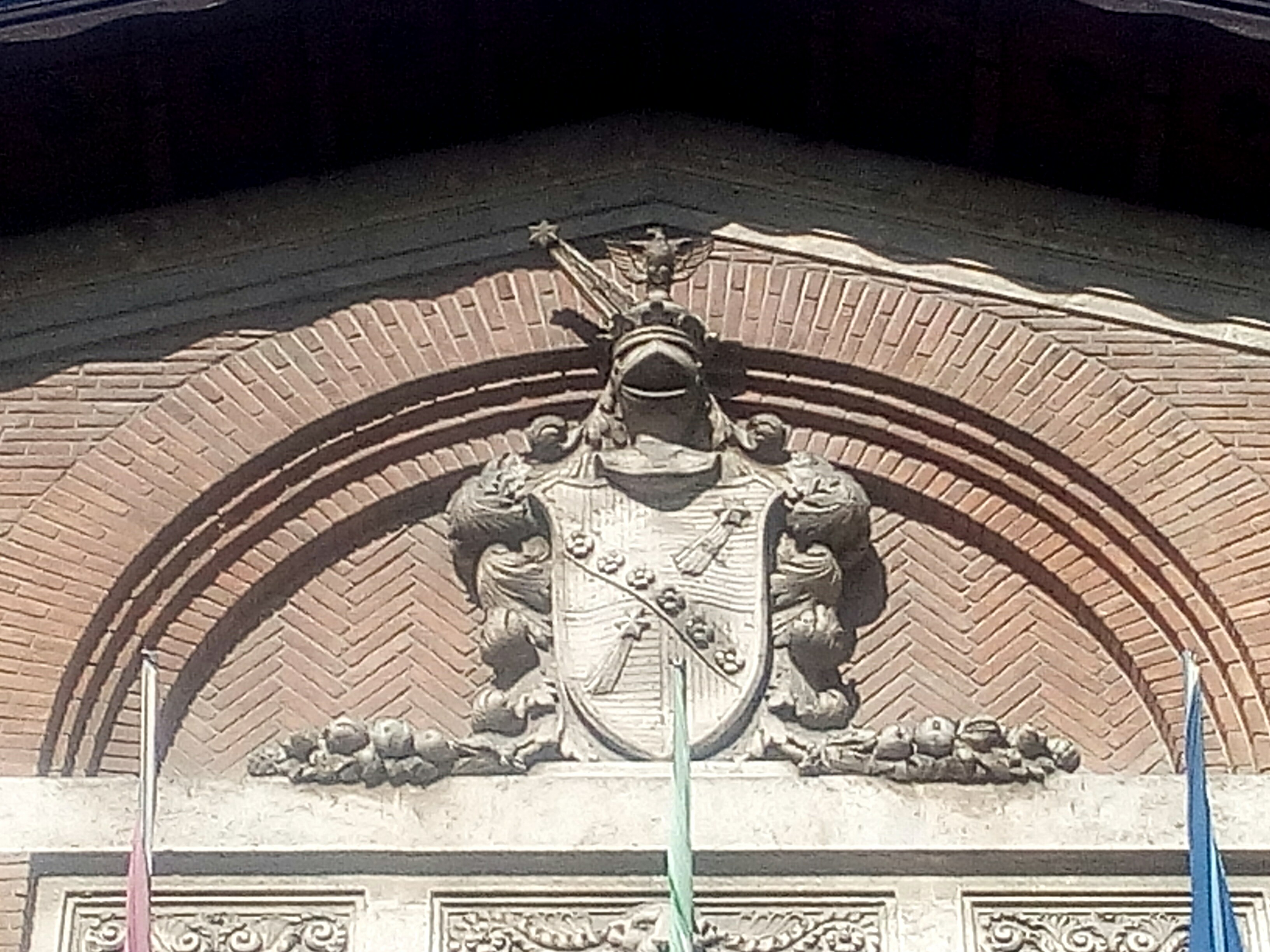
Lo stemma collocato sopra il balcone

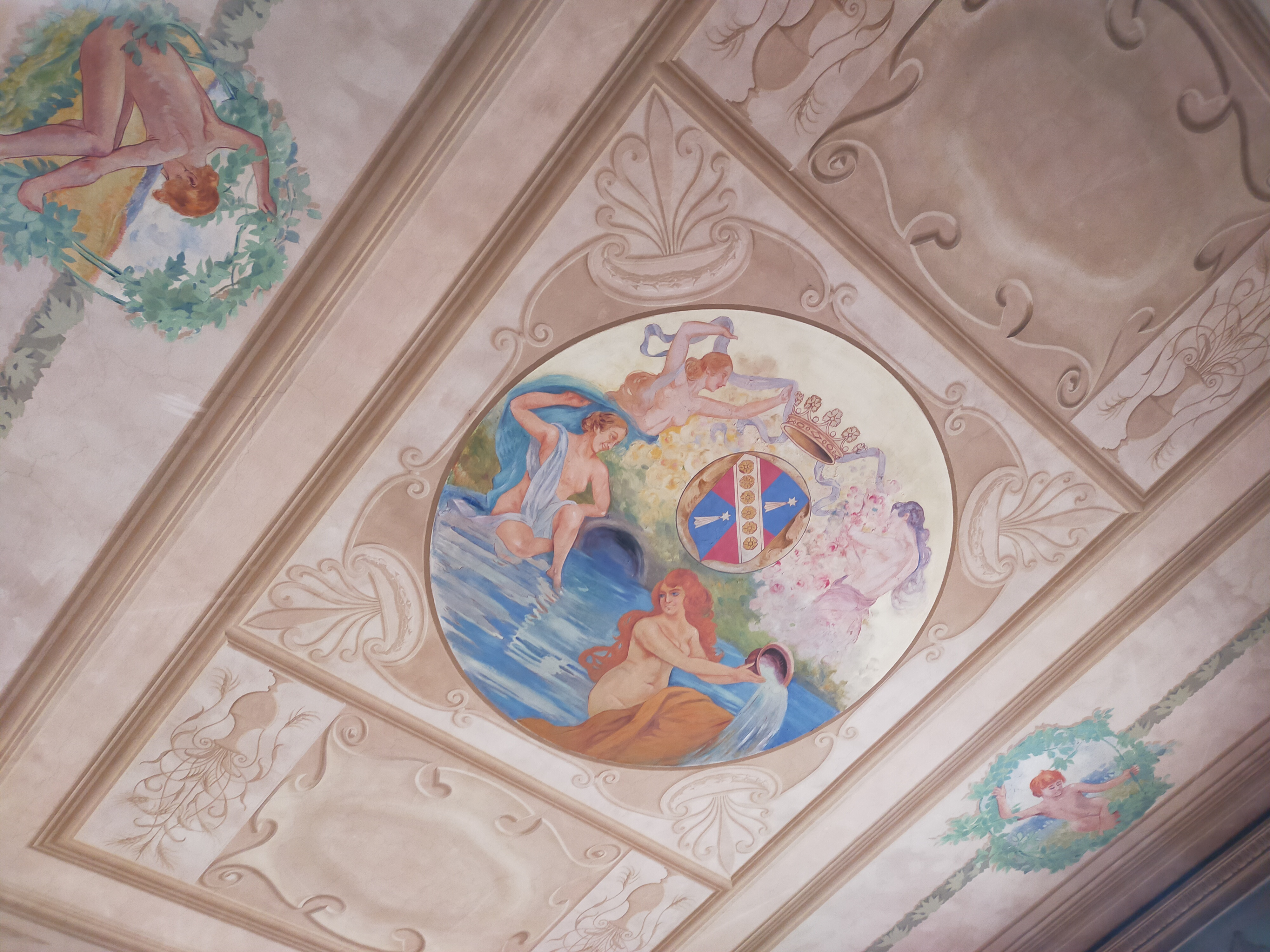
Pittura murale

Le pareti del primo piano sono decorate dalle pitture murali realizzate nel 1932 dagli artisti Vincenzo Alicandri, che decorò la sala del Principe, Francesco Antonio Bianchi, che realizzò i dipinti nell'atrio, e successivamente da Pietro Cascella. Le opere raffigurano l'abnegazione e il sacrificio dei pionieri che portarono a termine il prosciugamento del Fucino.
I pavimenti in ceramica dipinta provengono da Vietri sul Mare. Così come avvenne nella casina delle Civette, situata nel giardino della villa romana, i disegni liberty delle maioliche vennero realizzati su richiesta di Carlo Torlonia nel palazzo ricostruito dopo il sisma dalle ditte Richard-Ginori, Cantagalli e Villeroy & Boch, mentre le vetrate e i ferri battuti vennero realizzati da noti artisti italiani del Novecento.
Sulla facciata del palazzo ricostituito, nella lunetta del timpano sopra il balcone rivolto verso piazza Torlonia, fu collocato intorno al 1927 lo stemma scolpito del principato del Fucino che includeva oltre alla corona un'araba fenice sul rogo a simboleggiare la rinascita del territorio dopo il prosciugamento del lago Fucino. L'opera, con ogni probabilità realizzata nella seconda metà dell'Ottocento dall'architetto Carlo Nicola Carnevali, andò persa nel 1944 verso la fine della seconda guerra mondiale insieme alle tappezzerie, ai tendaggi e ad altri oggetti che sarebbero stati trafugati dai nazisti in ritirata. Successivamente venne sostituita con un altro stemma scultoreo raffigurante una piccola aquila imperiale poggiata sulla corona accollata all'elmo con le ali spiegate sul globo, sormontante lo stemma di casa Torlonia.
L'altra palazzina, invece, ospitava l'amministrazione ed era situata internamente alla villa, accanto ai granai. Anch'essa è andata completamente distrutta nel 1915. Si è salvato solo il pozzo realizzato in occasione della costruzione dell'acquedotto di Avezzano e della fontana di piazza Torlonia alla fine dell'Ottocento. 
Tra il 1971 e il 1976 al suo posto è stata ricostruita, su progetto degli ingegneri Petruzzi e Moretti di Roma, una palazzina moderna di quattro piani oltre al piano interrato. La struttura con intelaiatura in acciaio e rivestimenti esterni con pannelli porcellanati ospita alcuni uffici tecnici della Regione Abruzzo. L'ingresso si caratterizza per un'opera realizzata nel 1975 dallo scultore Pasquale Di Fabio.